# 整骨療法
整骨療法（Osteopathy），又稱骨療法、骨科醫學，是替代醫學的一種。由美國醫師安德魯·泰勒·斯提耳於1874年所創。是一種在整復方面對於骨頭做的手法，其重點主要放在骨頭與關節的徒手操作，解除血液循环系統及神经系統的阻碍，從而激發身體的自我修復機制。這門學派的代表人物Leon Chaitow和Philips  Greenman，主張透過徒手操作來做為評估與治療疼痛，且這2位對於近代臨床按摩治療的發展有重大貢獻。

## 派系與法律規管
目前，整骨療法共有兩個派系，一個是與普通醫學相當接近的派系，全面性較強，在美國是主流；另外一派系則重視手法治療，可視為一門獨立的療法，在英愛澳紐加是主流。在加拿大，直到2023年，謝爾丹學院才開設加拿大首個整骨療法學士學位課程。雖然加拿大的主流派系是後者，但僅有部份地方將其納入法律規範，而前者的待遇與普通醫師差距不大，法律規範上與普通醫師幾乎一致。在美國，經過幾十年的討論，現在整骨療法醫師（DO）與普通醫師（MD）有同等的地位，例如同樣可參加醫師執照考試和相關的臨床實習，課程差異亦不大。在澳洲和紐西蘭，亦有相應委員會規範。在英國，上述醫師受整骨療法委員會規管。在愛爾蘭，愛爾蘭整骨療法委員會則是規管當地整骨療法醫師的機構。